# 黑點長吻鰩
黑點長吻鰩（學名：Dipturus melanospilus），為軟骨魚綱鰩目鰩科長吻鰩屬的一種，分布於西太平洋澳洲東部海域，深度239至695公尺，本魚盤面非常寬，頂端有棱角，寬度為長至71-80%，尾部細長，橫斷面略圓，中部寬度為高度的1.3–1.7倍，第一背鰭起點的1.4–1.9倍，上顎前長度為體長的17–23%，腹頭長為體長32-36％，吻長為眶間寬的4.2-5.6倍，眶徑為眶間寬度的73–97％，第一背鰭高為基長的1.7-2.3倍，第一背鰭起點至尾尖的距離為第一背鰭基長的3.2-3.8倍，尾鰭長的2.7-3.5倍，體盤兩面的前緣有一窄帶狀顆粒狀小齒，上顎齒列32-37，背部主要為均勻的灰棕色，腹部多為灰褐色，鰓膜顏色不比鄰近的頭部淺，體盤前腹緣明顯發白，外半部邊緣呈黑褐色，腹側感覺孔邊緣呈黑褐色，體長可達77.7公分，棲息在大陸坡上層海域，為底棲性魚類，肉食性，卵生，生活習性不明。